# Marc Malès
Marc Malès est un auteur de bande dessinée français né le 28 mai 1954 à Paris. 

## Biographie
Marc Malès naît le 28 mai 1954 à Paris.
Malès suit les cours à l'École nationale supérieure des Arts Décoratifs puis il travaille dans la publicité pour Benoi Gillain, le fils de Jijé,. Il commence à publier dans le magazine Métal hurlant à partir de 1979. Par la suite, il collabore avec Vécu et il travaille comme illustrateur pour le groupe Bayard.
Malès dessine sur des scénarios de Jack Manini avec une mise en couleurs de Bérengère Marquebreucq, le triptyque Hollywood contant les aventures du début du cinéma à Hollywood pour la collection « Grafica » de Glénat (2010-2013).
Selon Patrick Gaumer, Marc Malès sait imposer son univers mêlé d'exigence et de classicisme.

## Œuvres

### Scénariste et dessinateur
- Franck Weiss (Glénat coll. « BD Noire », 1983-1984) 2 tomes
  1. La Mort obèse (Glénat coll. « BD Noire », 1983) (N&B)
  2. Le Requin, mon frère (Glénat coll. « BD Noire », 1984) (N&B)

- L'autre laideur, l'autre folie (Les Humanoïdes Associés coll. « Tohu Bohu », 2004) (N&B)

Different Ugliness, Different Madness, version publiée aux États-Unis par la filiale Humanoids (2005)
- Katharine Cornwell (Les Humanoïdes Associés, 2007) (N&B)
- Sous son regard (Vents d'Ouest coll. « Intégra », 2009) (N&B)
- Mettez des mots sur votre colère (Glénat, 03/2015)

### Dessinateur
- De silence et de sang, scénario de François Corteggiani (à partir du tome 4, le dessin est repris par Jean-Yves Mitton, puis à partir du tome 11 par Emanuele Barison) (Glénat coll. « Vécu », 1986-1988) 3 tomes

1. La nuit du tueur de loups (Glénat coll. « Vécu », 1986)
2. Mulberry Street (Glénat coll. « Vécu », 1987)
3. Dix Années de folie (Glénat coll. « Vécu », 1988)

- Un sac de billes, scénario d'Alain Bouton d'après Joseph Joffo (Bayard, 1989)
- Hemingway, scénario de Jean Dufaux (Glénat coll. « Caractère », 1992)
- Les Chercheurs de Dieu, collectif (1994)
- 3. Sœur Emmanuelle - Joseph Wresinski - Le Père Popieluszko, Centurion, 1994
Scénario : Valérie Armand, Dieter et Thierry Lescuyer - Dessin : Marc Malès, Léo et Pierre Frisano - Couleurs : Marc Malès, Marie-Paule Alluard et Sylvie Escudié

- Le Cuirassier, scénario d'Alain Bouton:

1. Vénerie (Glénat collection Grafica, 1994[4])

- Hammett, scénario de Jean Dufaux (Glénat coll. « Caractère », 1996)
- Les Révoltés, scénario de Jean Dufaux (Glénat coll. « Caractère », 1998-2000) 3 tomes[5]

- Une folie très ordinaire, scénario de Christian Godard (Glénat coll. « Bulle Noire », 04/2003)

3. Frazer Harding (04/2003)
- Lucy, scénario de Philippe Thirault (Dupuis coll. « Empreinte(s) », 2004-2005) 2 tomes:

1. Trafiquants d'espérance (2004)
2. Ce que gardent les loups (2005)

- Mille visages, scénario de Philippe Thirault (Les Humanoïdes Associés, 2001-2006) 4 tomes (le tome 5 et dernier est dessiné par Mario Jannì):
  - 1. London/Dakota (Les Humanoïdes Associés, 05/2001)
  - 2. Celui qui n’est pas né (Les Humanoïdes Associés, 09/2002)
  - 3. L’échoppe du Démon (Les Humanoïdes Associés, 04/2003)
  - 4. Larmes de Cendres (Les Humanoïdes Associés, 06/2006)

Thousand Faces, version publiée aux États-Unis (Humanoids, 2005)
- Hollywood, scénario de Jack Manini (Glénat coll. « Grafica », 2010-2013) 3 tomes :

1. Flash-back (2010)
2. Ce que je suis et ce que j'aurais pu être (2012)
3. L’Ange gardien, (06/2013)

- Vince Taylor, l’ange noir, scénario : Arnaud Le Gouëfflec (Glénat coll. « 1000 Feuilles », 01/2018) (N&B)

## Distinctions
- 2010 :   Prix Sang 9 de la BD au Festival international du film policier de Liège pour Sous son regard[6].

#### Livres
: document utilisé comme source pour la rédaction de cet article.
- Henri Filippini, Dictionnaire de la bande dessinée, Paris, Bordas, 1989, 731 p. (ISBN 2-04-018455-4, BNF 35065653), p. 646, 647.
- Patrick Gaumer, « Malès, Marc », dans Dictionnaire mondial de la BD, Paris, Larousse, 2010 (ISBN 9782035843319), p. 552.
- Philippe Mellot, Michel Denni, Laurent Turpin et Isabelle Morzadec, Trésors de la bande dessinée : BDM 2021-2022 - Catalogue encyclopédique & Argus, Paris, Les Arènes, novembre 2020, 1700 p. (ISBN 9791037502582), p. 90, 302, 333, 449, 510, 519, 535, 621, 678, 732, 742, 963, 1049, 1254, 1289.

#### Articles
- Gilles Ratier, « « Hollywood T3 : L’Ange gardien » par Marc Malès et Jack Manini », BDZoom,‎ 12 août 2013 (lire en ligne, consulté le 10 juin 2022)
- Éric Guillaud, « Mettez des mots sur votre colère : une histoire choc de Marc Malès autour des enfants travailleurs aux États-Unis au début du XXe siècle », France3,‎ 27 mars 2015 (lire en ligne, consulté le 10 juin 2022)
- Jean-Marc Lernould, « L'autre laideur l'autre folie, de Marc Malès. Les Humanoïdes associés (réédition) », Sud Ouest,‎ 18 octobre 2015 (lire en ligne, consulté le 10 juin 2022)
- Benjamin Roure, « Vince Taylor, l’Ange noir », BoDoi,‎ 17 juillet 2018 (lire en ligne, consulté le 10 juin 2022)